# Muriedas

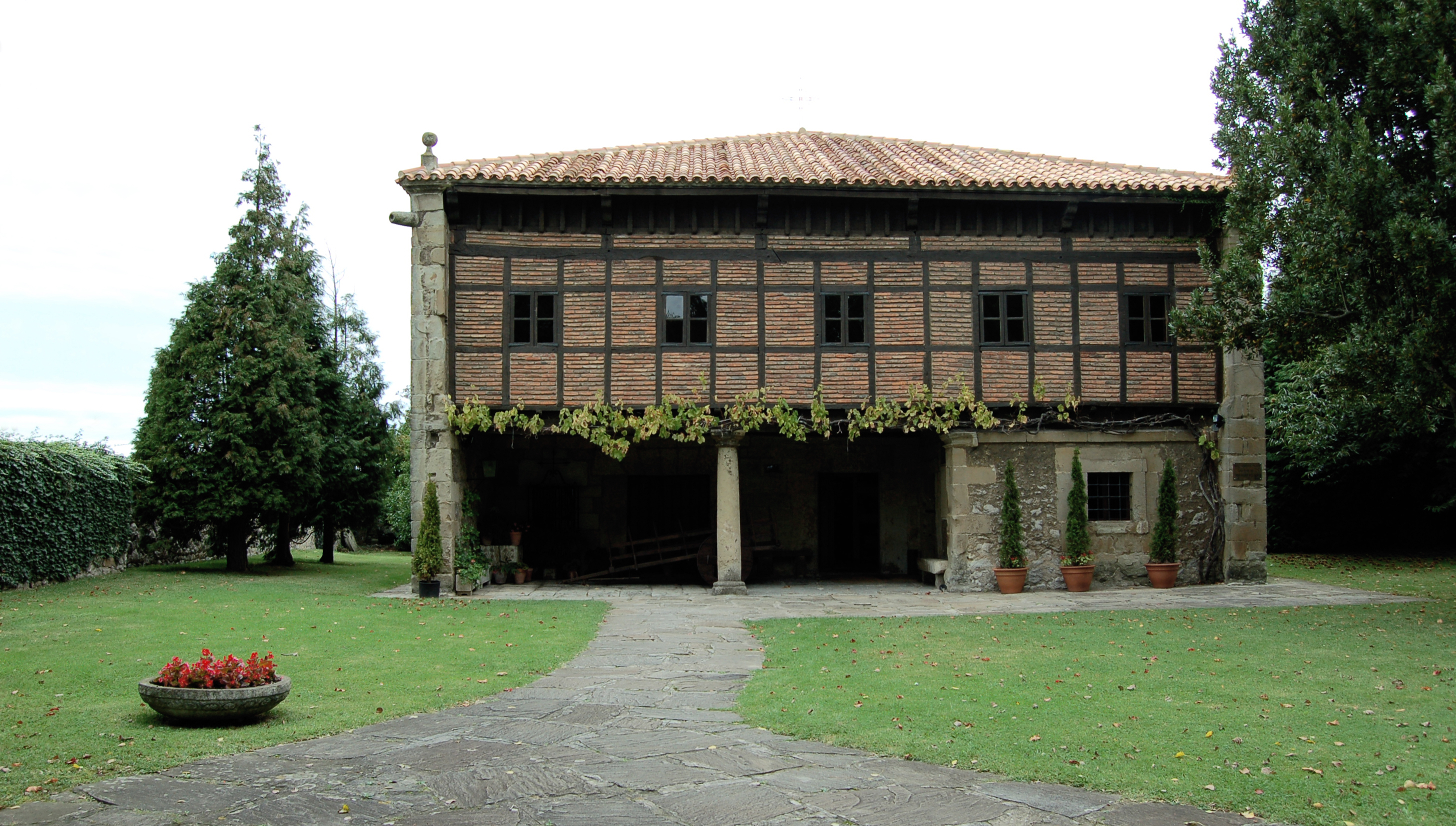
Casona solariega de los Velarde en Muriedas, lugar de nacimiento de Pedro Velarde. Actualmente es un museo dedicado a la etnografía de Cantabria pero tiene además una estancia sobre el héroe de la guerra de la Independencia.

Muriedas es la capital del municipio español de Camargo, en Cantabria. La localidad está situada a 7 kilómetros de Santander. A escasos 2 kilómetros se encuentra el aeropuerto de Santander, que está situado en Maliaño, en el municipio de Camargo, así como la bahía y el puerto. En el año 2020, Muriedas contaba con una población de 12.453 habitantes empadronados.

## Comunicaciones
Se accede a esta localidad a través de la S-10. Muriedas está atravesada por la carretera N-623 contando con numerosos atajos por donde acceder al casco urbano.

## Instalaciones municipales

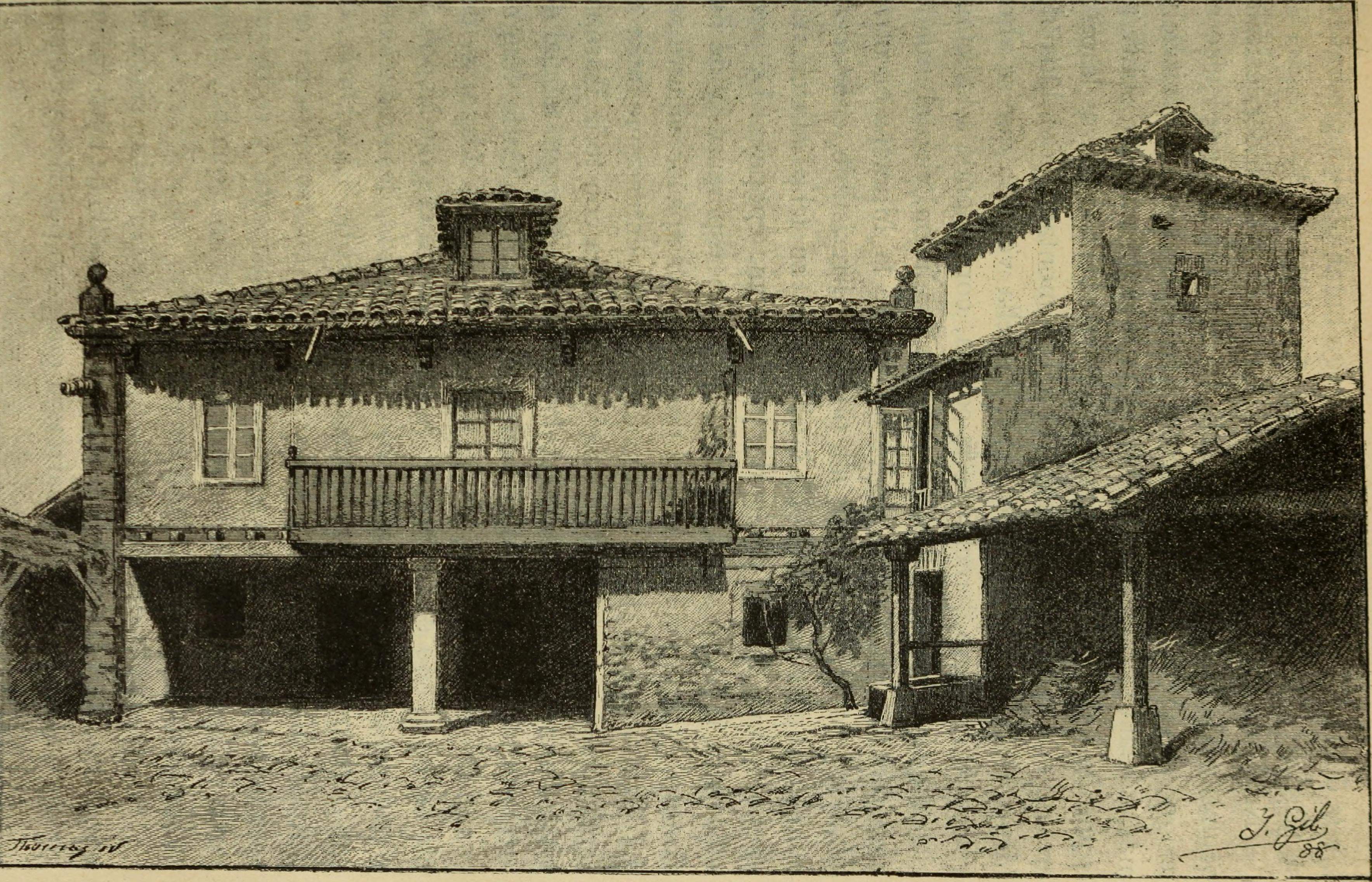
Muriedas en 1888 en una ilustración de Isidro Gil

### Centros educativos
- Colegio Público Matilde de la Torre.
- Colegio Público Pedro Velarde.
- Instituto de Enseñanza Secundaria Muriedas.
- Colegio Gloria Fuertes
- Instituto de Educación Secundaria Valle de Camargo
- Instituto Educación Secundaria Ría del Carmen.
- Piscina y Club de Natación Camargo (Actual Campeón de la Copa de Natación de Cantabria)

## Fiestas
- 22 de enero: San Vicente Mártir.
- 13 de junio: San Antonio.
- 24 de junio: San Juan (en todo el municipio de Camargo).
- 16 de julio: Nuestra Señora del Carmen (en todo el municipio de Camargo).

## Personas destacadas
- José de la Puente  (1670-1739): marqués de Villapuente de la Peña, caballero de la Orden de Santiago, gentilhombre de cámara del rey, maestre de campo de los Reales Ejércitos y benefactor de la Compañía de Jesús.
- Pedro Velarde (1779-1808): militar español, protagonista del Levantamiento del 2 de Mayo de 1808 contra los franceses en la guerra de la Independencia.
- Juan Manuel Gozalo (1944-2010): periodista deportivo.
- Paco Liaño (1961): exfutbolista del Racing de Santander y del R. C. Deportivo de la Coruña. Conocido por ser el portero con menos goles encajados en una temporada en Primera División, con 18 goles en 38 partidos en la temporada 1993/94.
- Javier Gutiérrez (1995): tres veces campeón de España de la Red Bull Paper Wings (2015, 2019 y 2022), y dos veces cuartofinalista en el Mundial Red Bull Paper Wings (2019 y 2022).